# Stripe
Страйп (англ. Stripe) — американська технологічна компанія, що розробляє рішення для прийому і обробки електронних платежів, заснована 29 вересня 2011 вихідцями з Ірландії братами Джоном і Патріком Коллісонами. Штаб квартира компанії розташована в Сан-Франциско (Каліфорнія).
За даними компанії штат Stripe налічує 714 осіб.  
Компанія надає технічну і банківську інфраструктури для систем онлайн платежів.
Використовуючи Stripe веброзробники можуть інтегрувати платіжний процесинг на свій сайт без необхідності реєструвати рахунок мерчанта.

## Історія
Заснована ірландськими підприємцями Джоном та Петріком Колісонами у 2010. У червні 2010 отримав посівне фінансування від бізнес-інкубатора Y Combinator.
У березні 2014 CEO Патрік Коллісон анонсував, що Stripe буде підтримувати транзакції в біткойнах. 
У січні 2015 запровадила автоматизовану систему ідентифікації шахрайства засновану на машинному навчанні.
У 2016 удостоєна 4-го місця в списку Forbes Cloud 100.